# Liberty (1881-1908)
Pour les articles homonymes, voir Liberty.
Liberty fut un périodique du XIXe siècle publié aux États-Unis par l’anarchiste individualiste Benjamin Tucker. Il fut publié d'août 1881 à avril 1908. Le périodique fut utilisé pour développer et mettre en forme la philosophie anarchiste individualiste en publiant des essais et en servant de base pour des débats.

## Éléments historiques
Parmi les contributeurs, il convient de citer Benjamin Tucker, Lysander Spooner, Auberon Herbert, Joshua K. Ingalls, John Henry Mackay, Victor Yarros, Wordsworth Donisthorpe, James L. Walker, J. William Lloyd, Florence Finch Kelly, Voltairine de Cleyre, Steven T. Byington, John Beverley Robinson, Jo Labadie, Lillian Harman, Marx E. Lazarus et Henry Appleton.
L'épitaphe du périodique est une citation de Pierre-Joseph Proudhon disant que la liberté « N'est pas la fille mais la Mère de l'Ordre ».